# Lebebensee
Der Lebebensee ist ein kleiner Natursee im Norden der Gemeinde Eutin im schleswig-holsteinischen Kreis Ostholstein.

## Name
Der Name stammt vom altpolabischen *L'ūbovo (jezero) mit der Bedeutung „(See) des L'ub“ ab.

## Topographie
Der verhältnismäßig gleichförmige See auf einer Höhe von 27 m ü. NN hat einen Durchmesser von bis zu 175 m und einen sich daraus ergebenen Flächeninhalt von 2,1 Hektarn sowie eine Uferlänge von 578 m.

## Geographie
Der See liegt zwischen dem Ukleisee im Westen und dem Nücheler See im Norden, wobei ihn der Nücheler Graben auf dem Weg vom gleichnamigen See zum Ukleisee hin durchfließt, womit dieser Graben den Zu- und Abfluss des Lebebensees darstellt. Der See gliedert sich in die Holsteinische Schweiz mit der für sie typischen Moränenlandschaft ein, in der auch die nächstgelegenen Ortschaften Nüchel und Sagau liegen, die zu den Eutinern Nachbargemeinden Malente und Kasseedorf gehören.

## Ufer
Das Ufer ist durchgehend bewachsen und geht damit direkt in den durch Laubbäume dominierten Mischwald, der an das Ufer grenzt, über. Der Lebebensee verfügt nicht über eine Zuwegung z. B. durch Wanderwege, wodurch die Uferbereiche noch heute einen naturnahen sumpf-ähnlichen Charakter haben und eine Nutzung z. B. durch Wassersportler nicht möglich ist. Aber auch die sich in direkter Nähe befindenden erschlossenen Seen wie der Uklei-, der Keller- und der Nücheler See, die allesamt größer sind als der Lebebensee und damit in vielerlei Hinsicht eine bessere Alternative für die verschiedensten Nutzungsmöglichkeiten darstellen, sorgen für die Unberührtheit dieses Sees.